# 헤더땃쥐
헤더땃쥐(Crocidura erica)는 땃쥐과에 속하는 포유류의 일종이다. 앙골라의 토착종이다. 서식지 감소로 멸종 위협을 받고 있다.